# IC 2673
IC 2673 је спирална галаксија у сазвјежђу Лав која се налази на листи објеката дубоког неба у Индекс каталогу.
Деклинација објекта је + 10° 9' 44" а ректасцензија 11h 16m 4,1s. Привидна величина (магнитуда) објекта IC 2673 износи 14,4 а фотографска магнитуда 15,1. IC 2673 је још познат и под ознакама UGC 6288, MCG 2-29-17, CGCG 67-45, KARA 473, PGC 34368.